# BRP Malabrigo
Le BRP Malabrigo (MRRV-4402) est le deuxième patrouilleur de classe Parola de la Garde côtière philippine.

## Conception
La Garde côtière philippine a précisé que le navire est un navire de maintien de l’ordre et qu’il est conçu pour mener des missions environnementales et humanitaires, ainsi que des opérations de sécurité maritime et des missions de patrouille maritime.
Le navire a été conçu avec une passerelle de navigation pare-balles et est équipé de détecteurs d’incendie, d’une capacité de vision nocturne, d’un bateau annexe et d’une capacité de radiogoniométrie.
Le navire est équipé d’équipements de communication et de surveillance radio de Rohde & Schwarz, en particulier des radios de communication logicielle M3SR des séries 4400 et 4100, et de l’équipement de surveillance radio DDF205. Ces équipements améliorent les capacités de reconnaissance, de poursuite et de communication du navire.

## Construction, livraison et mise en service
La quille du navire a été officiellement posée le 13 mai 2016 et le navire a été lancé le 4 octobre 2016. Ensuite, le navire a commencé ses essais en mer à partir de juin 2016 jusqu’à sa livraison.
Le navire a quitté Yokohama, au Japon, le 2 décembre 2016 et est arrivé dans le port de Manille le 8 décembre 2016.
Le BRP Malabrigo a été mis en service lors d’une cérémonie qui s’est tenue au quartier général de la Garde côtière philippine à Manille le 22 décembre 2016, sous la direction du Capc Geronimo B. Tuvilla. Le sous-secrétaire au secteur maritime du ministère des Transports, Felipe A. Judan, et le représentant en chef de l’Agence japonaise de coopération internationale, Susumo Ito, ont assisté à la cérémonie,.

## Historique des services
En avril 2018, le BRP Malabrigo a secouru un membre d’équipage du navire chinois MV China Peace nommé Zheng Le après qu’il ait subi une crise d’épilepsie alors que le navire transitait dans les eaux près de l’île de Laparan à Pangutaran, province de Sulu. Le BRP Malabrigo l’a transporté à Zamboanga pour y être soigné
En août 2018, le BRP Malabrigo et le BRP Cape San Agustin (MRRV-4408) ont trouvé et secouru le navire à coque en bois, le M/L Sabrina, transportant 13 personnes près de l’île Mapun à Tawi-Tawi. Le navire venait de Malaisie avec une cargaison de sucre lorsqu’il a rencontré des problèmes mécaniques et a commencé à dériver en mer. Il a été remorqué jusqu’au port.